# Gelerts björnbär
Gelerts björnbär (Rubus gelertii) är en rosväxtart som beskrevs av Peter Kristian Nicolaj Friderichsen. Enligt Catalogue of Life ingår Gelerts björnbär i släktet rubusar och familjen rosväxter, men enligt Dyntaxa är tillhörigheten istället släktet rubusar och familjen rosväxter. Arten har ej påträffats i Sverige. Utöver nominatformen finns också underarten R. g. holubyanus.